# Donje Bare
Donje Bare är sjöar i Bosnien och Hercegovina.   De ligger i entiteten Republika Srpska, i den sydöstra delen av landet, 60 km söder om huvudstaden Sarajevo. Donje Bare ligger 1 482 meter över havet.
I omgivningarna runt Donje Bare växer i huvudsak lövfällande lövskog. Runt Donje Bare är det ganska tätbefolkat, med 67 invånare per kvadratkilometer.